# Hans Kohn
Hans Kohn, někdy též Hanuš Kohn (15. září 1891, Praha,  – 16. března 1971, Filadelfie, USA) byl americký historik, filosof, teoretik nacionalismu, vysokoškolský pedagog a sionista, který pocházel z pražské německo-židovské rodiny.
Byl významným členem pražské sionistické organizací Bar Kochba, či palestinské Brit šalom, která se zasazovala o židovsko-palestinskou spolupráci.

## Život
Narodil se v Praze do židovské německy hovořící rodiny. Po absolvování staroměstského německého klasického gymnázia v roce 1909 pokračoval ve studiích na německé části rozdělené pražské Karlo-Ferdinandovy univerzity filosofii, politické vědy a právo, ze kterého později roku 1923 získal doktorát. V době studií se stal členem židovské studentské organizace Bar Kochba.
Krátce po dokončení studia byl na sklonku roku 1914 povolán k pěchotě rakousko-uherské armády. Následovalo cvičení v Salcburku a nástup na frontu první světové války proti Rusům v Karpatech. Již roku 1915 byl ale zajat. Ze zajateckého tábora na území dnešního Turkmenistánu ho vysvobodil až vstup do československých legií. S nimi absolvoval sibiřskou anabázi, na jejímž konci se v Irkutsku nalodil a zamířil do Evropy, kam se tak vrátil roku 1920.
Nejprve se usadil v Paříži, kde se oženil s Yetty Wahlovou, se kterou následně odešel do Londýna. Odtud se po čtyřech letech přestěhoval roku 1925 do Jeruzaléma. Z Palestiny, kterou tehdy spravovali Britové jako mandátní území Společnosti národů, hodně cestoval po oblastí Blízkého východu a poznával tamní kultury a způsob myšlení obyvatelstva. Pracoval také jako zpravodaj prestižních evropských periodik: německého Frankfurter Zeitung a švýcarského Neue Zürcher Zeitung. V této době také začal psát první knihy a připojil se též ke skupině Brit šalom vedené dr. Magnesem, usilující o židovsko-palestinské porozumění.
V roce 1931 se však rozhodl z Palestiny odejít. Na základě svých znalostí historických a politických reálií si vybral jako novou vlast Spojené státy americké. Tam začal i přes počáteční problémy s komunikací v angličtině, vyučovat. Působil nejprve na Smith College v Northamptonu (1934–1949) a na City College v New Yorku (1949–1962). Vedle toho také hostoval na řadě jiných univerzit, mj. na New School for Social Research v Pensylvánii a na Harvardu.

## Spisy
- Western Civilization in the Near East, 1936
- The Idea of Nationalism: A Study in Its Origins and Background, 1944
- The Twentieth Century: A Midway Account of the Western World, 1950
- Pan-Slavism: Its History and Ideology, 1953
- Nationalism: Its Meaning & History, 1955
- Nationalism and Liberty: The Swiss Example, George Allen and Unwin, London, 1956
- American Nationalism: An Interpretative Essay, Macmillan, New York, 1957
- Heinrich Heine: The Man and the Myth, Leo Baeck Institute, New York, 1959
- The Habsburg Empire, 1804–1918, 1961
- Living in a World Revolution: My Encounters with History, Simon and Schuster, New York, 1964
- Absolutism and Democracy 1814–1852, D. Van Nostrand, Princeton, New Jersey, 1965
- The Mind of Germany, Harper Torchbooks, 1965
- Prelude to Nation-States: The French and German Experiences, 1789–1815 D. Van Nostrand, 1967.

## Písemná pozůstalost
Kohnovu písemnou pozůstalost spravuje americký Leo Baeck Institute. Mezi osobnostmi, se kterými udržoval kontakt, byli např. Samuel Hugo Bergmann, Rudolf Weltsch, Martin Buber, Albert Einstein, Hannah Arendtová.